# Léon De Coster
Léon De Coster (1854-1928) fut un homme politique bruxellois, membre du parti catholique.
Il fut propriétaire foncier, conseiller communal, puis échevin et bourgmestre d'Asse (1895-1919), et conseiller provincial de la province de Brabant. Il fut élu député de l'arrondissement de Bruxelles (1902-1910 et 1912-1925).

## Sources
- 1918-1940: Middenstandsbeweging en beleid in Belgie, Peter Heyman, Univ.Pers, Leuven, 1998.